# Acorypha decisa
Acorypha decisa är en insektsart som först beskrevs av Walker, F. 1870.  Acorypha decisa ingår i släktet Acorypha och familjen gräshoppor. Inga underarter finns listade i Catalogue of Life.